# محول تضمين
محول تضمين هو محول ترددى صوتى، يشكل جزء رئيسى من معظم أجهزة الإرسال المخصصة لتضمين السعة. حيث يغذى الملف الابتدائي لمحول التضمين عن طريق مضخم صوتى والذي يحتوى على نصف طاقة الدخل المقننة للمرحلة الاخيرة للمضخم المرسل.
يوصل الملف الثانوى على التوالى مع مصدر الطاقة الذي تردده هو تردد المرحلة الأخيرة للمضخم , وبالتالى يسمح للموجة الصوتية بتخفيض ورفع جهد المصدر المستمر اللحظى لأنبوبة مضخم الطاقة أو الترانزستور.
باعتبار جهاز تضخيم الطاقة من النوع ( C ) مثل المفتاح، فإن محول التضمين يكون مسئول عن تضمين السعة لجهاز الإرسال.